# Ktimene (Tochter des Laertes)
Ktimene (altgriechisch Κτιμένη Ktiménē, latinisiert Ctimene) ist eine Person der griechischen Mythologie.
Sie war die Tochter des Königs Laertes von Ithaka und der Antikleia. Ihr Bruder war Odysseus. Sie wurde von ihren Eltern mit Eurylochos von der Nachbarinsel Same verheiratet, der später Odysseus auf seinen Irrfahrten begleitete.